# The Mummy: Tomb of the Dragon Emperor
The Mummy: Tomb of the Dragon Emperor (no Brasil: A Múmia: Tumba do Imperador Dragão, em Portugal: A Múmia: O Túmulo do Imperador Dragão) é um filme de aventura estadunidense de 2008 e é o terceiro e último episódio da série A Múmia. O filme é estrelado por Brendan Fraser, Maria Bello, John Hannah, Luke Ford, e Jet Li, e foi lançado em 1 de agosto de 2008 nos Estados Unidos. O filme foi dirigido por Rob Cohen, escrito por Alfred Gough e Miles Millar, e produzido por Stephen Sommers (diretor dos dois filmes anteriores), Bob Ducsay, Sean Daniel, James Jacks e. Este filme teve lugar na China e afastou-se do cenário egípcio anterior.

## Enredo

### O imperador e a feiticeira
O Imperador Dragão da China, Han (Jet Li), por ordenar a execução de General Ming, o amado da Feiticeira Zi-Yuan (Michelle Yeoh), foi amaldiçoado pela mesma a se tornar uma estátua de terracota eternamente, junto a seus soldados, que colaboraram na morte do general. Han, antes de tornar-se uma estátua, enfia uma adaga na feiticeira, que é socorrida pelos yetis no Himalaia e levada ate a fonte da vida eterna e então se torna imortal, e encanta a adaga, sendo o único artefato que poderia matar o imperador, como uma garantia no caso de ocorrer uma ressurreição de Han. Zi-Yuan foge para longe e guarda consigo a adaga durante dois mil anos.

### A nova China
Durante dois mil anos, os soldados chineses foram escondidos na tumba do Imperador Dragão, um colosso com a própria face do Imperador. O jovem arqueólogo, Alex O'Connell, está trabalhando na expedição para abrir a tumba. E teve uma hora que consegue, com a ajuda do diário de Sir Collin Bembridge, que setenta anos atrás entrou na tumba. Quando entraram, esquecidos e intactos, os soldados estavam imóveis. Passando por várias armadilhas, Alex e seu tutor, o professor Roger Wilson, conseguem achar o que queriam: a estátua do imperador Han. Levam-no para Xangai, onde seu tio, Jonathan Carnahan, tinha um bar chamado Imhotep (referência à múmia dos filmes anteriores) o encontrou. Enquanto isso, em Oxfordishire, Rick e Evelyn O'Connell encontraram em sua mansão um homem que estava propondo uma última missão, para levar o Olho de Shangri-Lá ao Museu de Xangai, onde também estava a descoberta arqueológica de Alex. Se encontram e tem alguns conflitos, mas depois ficam bem. Comparsas de Wilson (que era traidor), General Yang e Tenente Yin, roubam o Olho de Shangri-La e tocam-no na estátua de Han, e ele renasce. Por muitas mais batalhas entre o grupo, encontram com a filha de Zi-Yuan, Lin (Isabella Leong), que os ajuda a derrotar Han. Ela possui a adaga e dá para Rick e Alex. A arma quebra ao meio, então os dois, unidos, juntam as pontas e enfiam no coração do Imperador Dragão. Depois, voltam a Xangai. Rick e Evy se beijam e Alex e Lin também. E Jonathan foge para o Peru, pensando que não teriam múmias. No final do filme, traz uma mensagem: "Pouco tempo depois, múmias foram descobertas no Peru", o que mostra que terá mais uma continuação.

## Elenco
- Brendan Fraser - Ricochete "Rick" O'Connell
- Maria Bello - Evelyn Carnahan "Evy" O'Connell
- John Hannah - Jonathan Carnahan
- Luke Ford - Alexander Rupert "Alex" O'Connell
- Jet Li - Imperador Han
- Michelle Yeoh - Zi Juan
- Isabella Leong - Lin
- Anthony Wong Chau-Sang - General Yang
- Russell Wong - General Ming Guo
- Liam Cunningham -  Maguire o "cachorro louco"

## Produção
Em novembro de 2001, o diretor Stephen Sommers, que dirigiu os filmes anteriores da Múmia, disse sobre dirigir um terceiro filme, "Há uma demanda para isso, mas a maioria da turma só seria para ele mais uma vez, se pudéssemos encontrar uma maneira de faze-lo maior e melhor". Em maio de 2004, ele expressou suas dúvidas sobre ter a energia para fazer um terceiro filme, embora o elenco de filmes anteriores haviam manifestado interesse em voltar. Em dezembro de 2005, uma revisão de um roteiro escrito por Alfred Gough e Miles Millar era sobre uma múmia chinesa (primeiro imperador da China, que quer dominar o mundo com seu exército de guerreiros amaldiçoados em 1940). A ideia do imperador e seu exército é baseado na vida real do imperador Qin Shi Huang da Dinastia Chin, que foi enterrado em meio a milhares de trabalhados soldados de terracota, o chamado Exército de Terracota, o mais tardar até 210 aC. (Aliás, o Exército de Terracota é realmente mencionado no final da novelização como algo que vai ser descoberto no futuro, apesar de sua relação com o exército do imperador, ou melhor, como o exército destruído conseguiu entrar no local é deixado sem explicação).

### Elenco
Em março de 2006, o ator Oded Fehr, que interpretou Ardeth Bay nos dois primeiros filmes, disse que Sommers lhe dissera que um terceiro filme estava em desenvolvimento e que está sendo escrito, apenas com os personagens de Brendan Fraser e Rachel Weisz retornando. No mês de setembro seguinte, Universal Pictures ofereceu a direção do filme ao diretor Joe Johnston, que esperava para começar a filmar no início de 2007. No final do mês, Weisz manifestara interesse em reprisar seu papel.
Em janeiro de 2007, a Universal anunciou Sommers não iria dirigir o terceiro filme. Foi então anunciado que a Universal entrou em negociações com o diretor Rob Cohen para assumir funções de direção de Sommers. No final do mês, a história foi revelada a girar em torno dos personagens de Brendan Fraser e Rachel Weisz, assim como seu filho adulto. As negociações com os atores estavam em andamento na época. Em fevereiro, o elenco começou para o papel de Alex O'Connell. Além disso, John Hannah reprisou seu papel como Jonathan. Também nesse mês, o diretor Rob Cohen mencionou que Jet Li e Michelle Yeoh iriam estrelar o filme, embora a confirmação oficial não foi publicada até maio.
Em abril, Brendan Fraser re-entrou para o elenco do filme.
Weisz não fez, citando "problemas com o roteiro", além de ter acabado de dar à luz seu filho. O filme foi rodado em Montreal e China. O filme foi relatado para ser intitulado The Mummy 3: Curse Of The Dragon. Em abril, Luke Ford foi escalado como Alex O'Connell, e em maio, Maria Bello foi escalada para substituir Weisz no papel de Evelyn. Bello comentou durante uma entrevista que a nova "Evy" é diferente da original "Evy". "Ela tem o mesmo nome, mas ela é uma personagem muito diferente", disse Bello. Em uma entrevista coletiva em Xangai, Bello disse à platéia que "Rob Cohen criou uma nova Evelyn ... nos dois primeiros filmes da Múmia ela era toda ação e adorável, mas esta Evelyn poderia ser um pouco mais ... forte em termos de suas habilidades de artes marciais e habilidades de tiro'".

### Filmagem
A filmagem principal começou no Montreal's Mel’s Cite du Cinema. Lá, as cenas com o Olho de Shangri-la foram filmadas pelo designer de produção Nigel Phelps. A equipe, então, gravou no set do pátio da porta de entrada para Shangri-la. O pátio estava vestido com neve falsa, criado pela equipe do supervisor de efeitos Bruce Steinheimer.
Na fase ADF da cidade, a equipe de Phelps criou conjuntos de mausoléu Terra Cotta. Decoradora Anne Kuljian projetado 20 chefes estátuas diferentes que foram esculpidas pela equipe 3D Arts e ao intercâmbio entre as gravações. Uma estátua de um soldado e de um cavalo foi comprado da China, e cópias do mesmo, bem como "O Imperador Dragão" foram feitas (a estátua de Jet Li foi esculpida por Lucie Fournier, Tino Petronzio, e Nick Petronzio em uma oficina em Montreal). Aderecista Kim Wai Chung supervisionou a fabricação de freios dos cavalos e ornamentos do mausoléu na China. Enquanto isso, no Mel, a batalha brutal entre o Imperador e Rick foi filmado, a primeira cena filmada com Jet Li.
Em 15 de outubro de 2007, a equipe se mudou para a China. No Shanghai Studios, um conjunto que representa a cidade na década de 1940 foi utilizado para a sequência da perseguição e foi filmado em três semanas. Acampamento do general Yang foi filmado no vilarejo Ming perto de Tian Mo; No estúdio, os conselheiros culturais chineses auxiliaram Cohen em descrever a linguagem da Dinastia Qin e cerimônias. The O'Connell family's drama scenes were shot in an Egyptian-themed nightclub suitably named "Imhotep's".
A equipe frequentemente teve que parar perto de Xangai, quando soldados marchavam. A localização do campo de batalha deserto era, na verdade, um centro de treinamento para o exército chinês, que foi alugado.

### Efeitos
Os efeitos visuais foram feitas por duas casas VFX baseados em Los Angeles. Rhythm and Hues Studios projetou os Ietis e dragões, enquanto a Digital Domain tratou das cenas de batalha com guerreiros de terracota de Jet Li. A piscina de água que se assemelha a diamantes levou a Rhythm and Hues a ter 11 meses para ser concluído. O software MASSIVE da A.I., que foi utilizado para os filmes do Senhor dos Anéis, foi usada para criar as cenas de mortos-vivos de batalha.
Empresa de design Imaginary Forces criado o título de sequência e finais títulos de abertura. Os designers também gravaram co, respingos de tinta e pinceladas reais. Para retratar uma "China precisa e histórica", eles se voltaram para calígrafo T.Z. Yuan para tinta escova escrita.

### Música
Parte da trilha do filme foi composta por Randy Edelman e interpretada pela Orquestra Sinfônica de Londres. A trilha sonora apresenta inúmeros instrumentos étnicos chineses e do Oriente Médio, juntamente com diferentes clássicos do folclore britânico. A trilha sonora foi lançada em 29 de julho por Varèse Sarabande, dois dias antes do lançamento do filme. Compositor John Debney ( que já havia marcado a música para a spin-off da franquia Mummy The Scorpion King) fornecera material re-marcodo adicionalmente para a maioria das sequências de ação maiores. O Hollywood Studio Symphony registrou trinta minutos de música de Debney em menos de dez horas na Fox Scoring Stage, em Julho de 2008, pouco antes do lançamento do filme, no entanto, o álbum da trilha sonora apresenta trilha e nenhum de Debney da Edelman. O trailer apresenta com destaque as pistas "Armada", de  Two Steps From Hell e "DNA Reactor" por Pfeifer Broz. Music, este último que também toca no final do trailer de Harry Potter and the Order of the Phoenix. Ele também interpreta Vampire Hunters por Wojciech Kilar, que foi usado no trailer do primeiro filme.
A trilha sonora apresenta "The Flower Duet", de Léo Delibes de sua ópera Lakmé.

## Lançamento

### Marketing
The Mummy Movie Prequel: The Rise & Fall of Xango's Ax, uma história em quadrinhos de série limitada por IDW Publishing, foi publicado para promover o filme. A história em quadrinhos explora a relação entre Rick e seu filho Alex.
Sierra Entertainment fez a versão para vídeo game de The Mummy: Tomb of the Dragon Emperor for Wii, PlayStation 2, e Nintendo DS, que foi lançado em 22 de julho de 2008 na América do Norte a maior parte teve revisões negativas. Gameloft fez a versão para vídeo game de The Mummy: Tomb of the Dragon Emperor para telefone celular.

### Performance na bilheteria
O filme estreou em Moscou em 24 de julho de 2008. O filme teve uma grande liberação de 3,760 cinemas na América do Norte em 1 de agosto de 2008.
O filme foi o filme de maior bilheteria no dia em que abriu, ganhando $15,2 milhões (The Dark Knight estava em segundo lugar, com $12 milhões) na sexta-feira. No entanto, o filme não se tornou número um global na bilheteria no fim de semana de abertura, alegando apenas $40.4 milhões, o que permitiu que The Dark Knight pudesse reivindicar o primeiro lugar pela terceira semana consecutiva, com $42.6 milhões.
O filme no entanto marcou um maior sucesso de bilheteria internacional, onde estreou como a primeira posição em 26 dos 28 mercados liberados no fim de semana e arrecadou mais de $59.5 milhões no período de três dias. Ele ultrapassou substancialmente aberturas comparáveis para The Mummy ($16.7 milhões) e The Mummy Returns ($21.5 milhões) nos mesmos mercados. O filme também bateu recordes de abertura para o distribuidor na Coreia (tiragem de $13.3 milhões), Rússia ($12.7 milhões), Espanha ($6.7 milhões), e Tailândia. Em 10 de outubro de 2008, a arrecadação doméstica total do filme é de $102,491,776, com uma ingestão internacional muito mais forte de $298,636,863. Isto traz seu total mundial de $401,128,639.

### Resposta da crítica
The Mummy: Tomb of the Dragon Emperor recebeu críticas negativas de críticos de cinema, apesar de ter altos retornos de bilheteria. O filme marcou uma classificação de 13% no Rotten Tomatoes, baseado em 167 opiniões. Metacritic relatou, com base em 33 comentários, uma classificação média de 31 em 100.

## Curiosidade
Brendan Fraser e Michelle Yeoh que atuaram neste filme, ambos seriam vencedores do Oscar em 2023. Brendan que interpretou o personagem principal, Rick O'Connell, levou o prêmio de Melhor Ator ao interpretar Charlie no filme A Baleia e Michelle que interpretou a feiticeira Zi-Yuan, levou o prêmio de Melhor Atriz ao interpretar Evelyn Wang no filme Tudo em Todo o Lugar ao Mesmo Tempo.